# Chlorops multisulcatus
Chlorops multisulcatus är en tvåvingeart som beskrevs av Malloch 1931. Chlorops multisulcatus ingår i släktet Chlorops och familjen fritflugor. Inga underarter finns listade i Catalogue of Life.